# El hobbit (película de 1977)
El hobbit es un telefilme de dibujos animados estadounidense basada en la novela homónima del escritor británico J. R. R. Tolkien. Fue emitido por primera vez por la NBC el 27 de noviembre de 1977, tres días antes del Día de Acción de Gracias. La producción corrió a cargo de la Rankin/Bass, y sus dueños, Jules Bass y Arthur Rankin Jr., actuaron como productores y directores. Su guion adaptado, basado en la novela mencionada, fue escrito por Romeo Muller.
El diseño de producción del filme está acreditado para Arthur Rankin Jr., quien ha declarado que su parte gráfica es tributaria de las primeras ilustraciones de Arthur Rackham.
Resulta interesante mencionar la existencia de la película animada titulada El retorno del Rey, de 1980, que se presentó en su momento como continuación de ésta (El hobbit 2). En ella se narran los hechos de El retorno del Rey, tras un resumen ultracorto de los dos primeros tomos de El Señor de los Anillos (La Comunidad del Anillo y Las dos torres), todo ello desde la particular óptica de Frodo Bolsón.

## Producción

### Reparto de voces
Los actores de voz que interpretaron los distintos papeles fueron:
| Papel                                 | Actor de voz original | Acreditación                              |
| ------------------------------------- | --------------------- | ----------------------------------------- |
| Bilbo Bolsón                          | Orson Bean            | Acreditado                                |
| Smaug                                 | Richard Boone         | Acreditado                                |
| Thorin Escudo de Roble                | Hans Conried          | Acreditado                                |
| Otros enanos de la compañía de Thorin | Jack De Leon          | «Con la participación de» (also starring) |
| Bombur                                | Paul Frees            | «Con la participación de» (also starring) |
| Gandalf el Gris                       | John Huston           | Acreditado                                |
| Balin y Gwaihir                       | Don Messick           | «Con la participación de» (also starring) |
| Thranduil                             | Otto Preminger        | Acreditado                                |
| Trasgos                               | Thurl Ravenscroft     | Sin acreditar                             |
| Elrond                                | Cyril Ritchard        | Acreditado                                |
| Bardo, Dori y otros enanos            | John Stephenson       | «Con la participación de» (also starring) |
| Gollum                                | Theodore              | Acreditado                                |

### Música
La música del filme fue compuesta por Maury Laws, para el que Jules Bass actuó como letrista, adaptando textos de la novela. La pieza principal, titulada «The Greatest Adventure (The Ballad of The Hobbit)», fue interpretada por Glenn Yarbrough, que puso voz a Bilbo en los fragmentos musicados.

## Premios
En 1978, Romeo Muller ganó un Premio Peabody por el guion del telefilme The Hobbit. La película también fue candidata al Premio Hugo a la mejor obra dramática, pero lo perdió ante La guerra de las galaxias.

## Recepción crítica
La adaptación ha sido calificada por Douglas A. Anderson de «excruciable» («liosa», «un tormento»); así como de confusa para aquellos no familiarizados previamente con el argumento. El escritor Baird Searles criticó la adaptación, calificándola de «abominación» y de un intento que había «fracasado estrepitosamente». Señalando la pobre calidad de la animación, la omisión de puntos clave de la trama como Beorn, la Piedra del Arca, y la banda sonora.
En cambio, el crítico Tom Keogh pondera la adaptación como «excelente» asegurando que el trabajo «gana muchos puntos» por ser «fiel a la historia de Tolkien» y que el «reparto de voces no se puede mejorar».

## Publicaciones derivadas

### Vídeo
The Hobbit fue lanzada en vídeo por Sony y las ABC Video Enterprises a principios de los años 1980. La película fue publicada en VHS por Warner Home Video en 1991, y de nuevo en 2001 (a través de la Warner Bros. Family Entertainment).
La película fue publicada en DVD por Warner Bros. en un pack de tres películas junto con El Señor de los Anillos y El retorno del Rey. Esta versión de la película en DVD llama la atención por su banda sonora defectuosa, en la que faltan muchos efectos de sonido (brindar de copas, golpeo de martillos, gritos de muerte de las arañas), así como varias líneas de diálogo, todo ello corroborable mediante comparación con el VHS. Warner Bros. no ha publicado un disco corregido, ni comunicación alguna sobre los problemas.

### Audio
La banda sonora de The Hobbit fue editada ya en 1977 en formato long play, incluyendo tanto la música como los diálogos del filme, por la Disney a través de su sello Buena Vista Records. Otra versión, editada con textos leídos por un narrador, fue publicada algo más tarde por el sello Disneyland Records.
Por su parte, Glenn Yarbrough lanzó otro álbum distinto a la banda sonora de música «inspirada por» El hobbit.

### Texto
Harry N. Abrams publicó un gran coffee table book ilustrado con conceptos y fotogramas de la película.